# 大阪国際音楽コンクール
大阪国際音楽コンクール（おおさかこくさいおんがくコンクール、英称：the Osaka International Music Competition）は、大阪府大阪市において2000年（平成12年）から毎年に行われているコンクール。

## 概要
ピアノや管楽器、弦楽器など、多数のジャンルを網羅した総合音楽コンクール。年齢上限が無く、民族楽器、アマチュアなど珍しいジャンルの部門も存在しているのが特徴。
元ピアニストの北野蓉子により創設。北野は神戸女学院大学音楽科出身で、結婚後も演奏を続けていたが、腱鞘炎により演奏を断念。その際、夫と若い人を育てる側に回り、若手を海外に出すための国際コンクールを開く事を話し合っていた。
その後、夫はがんにより逝去。子供が中学校に進学し、育児が落ち着いたのを契機に、夫からの遺産や実家からの借金などを手元に2000年に第一回のコンクールを開催。音楽コンクールは自治体や大手メディアによって開催されるものが多く、組織に属さない音楽家が開催するコンクールは珍しいとされる。「大阪」の名を冠したソリストのコンクールは初めてという事もあり、一回目のコンクールには延べ600人が参加した。初めのうちは大幅な赤字も出し、批判の目も多かったが、ピアニストの中沖玲子やフランスの音楽教師、ジェルメーヌ・ムニエ（故人）が審査に参加するようになった頃から支援が広がるようになった。
2009年に創設10周年。この頃にはスタート時のピアノ、弦楽器、管楽器、声楽の4部門から民族楽器やアマチュア部門などが加わり、計18部門まで拡大している。また地区大会も国内13ヶ所に加え、パリ、ウィーン、ハンブルクなど海外6ヶ所に拡大し、参加国は20ヶ国、参加者は延べ1500人となっている。